# Rio Pequeno
 (mai 2022).
La mise en forme du texte ne suit pas les recommandations de Wikipédia : il faut le « wikifier ».
Les points d'amélioration suivants sont les cas les plus fréquents. Le détail des points à revoir est peut-être précisé sur la page de discussion.
- Les titres sont pré-formatés par le logiciel. Ils ne sont ni en capitales, ni en gras.
- Le texte ne doit pas être écrit en capitales (les noms de famille non plus), ni en gras, ni en italique, ni en « petit »…
- Le gras n'est utilisé que pour surligner le titre de l'article dans l'introduction, une seule fois.
- L'italique est rarement utilisé : mots en langue étrangère, titres d'œuvres, noms de bateaux, etc.
- Les citations ne sont pas en italique mais en corps de texte normal. Elles sont entourées par des guillemets français : « et ».
- Les listes à puces sont à éviter, des paragraphes rédigés étant largement préférés. Les tableaux sont à réserver à la présentation de données structurées (résultats, etc.).
- Les appels de note de bas de page (petits chiffres en exposant, introduits par l'outil «  Source ») sont à placer entre la fin de phrase et le point final[comme ça].
- Les liens internes (vers d'autres articles de Wikipédia) sont à choisir avec parcimonie. Créez des liens vers des articles approfondissant le sujet. Les termes génériques sans rapport avec le sujet sont à éviter, ainsi que les répétitions de liens vers un même terme.
- Les liens externes sont à placer uniquement dans une section « Liens externes », à la fin de l'article. Ces liens sont à choisir avec parcimonie suivant les règles définies. Si un lien sert de source à l'article, son insertion dans le texte est à faire par les notes de bas de page.
- La présentation des références doit suivre les conventions bibliographiques. Il est recommandé d'utiliser les modèles {{Ouvrage}}, {{Chapitre}}, {{Article}}, {{Lien web}} et/ou {{Bibliographie}}. Le mode d'édition visuel peut mettre en forme automatiquement les références.
- Insérer une infobox (cadre d'informations à droite) n'est pas obligatoire pour parachever la mise en page.

Pour une aide détaillée, merci de consulter Aide:Wikification.
Si vous pensez que ces points ont été résolus, vous pouvez retirer ce bandeau et améliorer la mise en forme d'un autre article.
Rio Pequeno est un district situé dans la zone ouest de la municipalité brésilienne de São Paulo.
Le district borde les districts de Jaguaré, Butantã, Raposo Tavares et Vila Sônia, en plus de la Cité universitaire et de la municipalité d'Osasco. Il a des avenues avec plusieurs commerces et des connexions à l'intérieur des quartiers, telles que les avenues suivantes : avenue do Rio Pequeno, avenue Corifeu de Azevedo Marques (partie), avenue Engº Heitor Antonio Eiras Garcia (partie), Av. Escola Politécnica (partie), avenue Nossa Senhora de Assunção, avenue José Joaquim Seabra, avenue Otacílio Tomanik et avenue Darcy Reis.

## Histoire
L'origine du quartier est cependant plus modeste. Avec des rues qui remontent au moins aux années 1960, le quartier a été formé par des ouvriers des poteries et des carrières de la région, des ouvriers qui travaillaient dans les quartiers de Jaguaré et de la région, ainsi que des ouvriers de la construction civile, provenant principalement des travaux de la Cité universitaire, dans les années 1960 et 1970. Aujourd'hui, avec un peu plus de 100 000 habitants, selon le dernier recensement, elle dispose de ses propres journaux, de quatre postes de santé, d'un hôpital municipal et de plusieurs écoles municipales, publiques et privées, en plus d'un CEU municipal. La présence de bidonvilles est également constante dans le quartier, les plus connues de la région sont : Camarazal, Rua 8, Vila Dalva, Sapé, São Remo et 1010. Il existe également des projets de verticalisation des bidonvilles en cours et construits, tels que Rua Pujais Sabate et Av. Valdemar Roberto.
Le nom Rio Pequeno est dû à l'existence du ruisseau Jaguaré, qui est situé dans le lit central au milieu de l'avenue Escola Politécnica et se jette dans la rivière Pinheiros, dans la région de Jaguaré. Avec cela, toute la région environnante s'appelait Rio Pequeno, car ce ruisseau était la référence dans la région lorsqu'il a commencé à être lotissé.
La pression foncière a fait du quartier la cible d'invasions de terrains publics et de terrains destinés à la spéculation. Une grande partie de la région du district est un lotissement irrégulière, c'est-à-dire qu'elle a été constituée sans autorisation de la mairie et de manière irrégulière, sans aucun projet et sans enregistrement officiel. L'augmentation du coût de la vie a dégradé les quartiers de classe moyenne inférieure du quartier, traditionnellement construits autour de l'avenue do Rio Pequeno.
Campo do Corinthians do Rio Pequeno est l'un des terrains de football les plus traditionnels de l'ouest de la ville de São Paulo. Il est populairement connu sous le nom de "Corinthinhas" en raison des écoles de football sur place. Elle s'est déjà associée à plusieurs équipes de football professionnel et amateur et à plusieurs écoles de football. Il accueille actuellement les matchs de Botafogo do Rio Pequeno, une équipe qui représente la favela do Sapé. Divers événements sportifs sont également organisés sur le terrain.
Rio Pequeno est l'un des districts de la capitale qui n'a toujours pas de parc public, il y a des projets pour implanter le parc municipal d'Água rotre, dans un terrain municipal situé à l'avenue Eng° Heitor Antonio Eiras Garcia devant CEU Butantã.
Les accès rapides via l'autoroute Raposo Tavares ou l'avenue Escola Politécnica ont transformé le quartier en une zone de développements résidentiels pour la classe moyenne et supérieure, en zone ZER (zone strictement résidentielle) ; des zones telles que Residencial Parque dos Príncipes, Colinas de São Francisco et Villas de São Francisco sont des zones de classe moyenne et supérieure, et Jardim Ester, à proximité de l'autoroute Raposo Tavares.

## Districts et municipalités limitrophes
- Jaguaré
- Butantã
- Raposo Tavares
- Vila Sonia
- Osasco